# CFB Shilo
CFB Shilo (engelska: Canadian Forces Base Shilo) är en flygbas i Kanada.   Den ligger i provinsen Manitoba, i den sydöstra delen av landet, 1 900 km väster om huvudstaden Ottawa. CFB Shilo ligger 379 meter över havet.
Terrängen runt CFB Shilo är mycket platt. Trakten runt CFB Shilo är nära nog obefolkad, med mindre än två invånare per kvadratkilometer..
Omgivningarna runt CFB Shilo är en mosaik av jordbruksmark och naturlig växtlighet.